# Islebjerg Kirke
Islebjerg Kirke ligger i den nordlige del af Frederikssund (Region Hovedstaden).

## Eksterne kilder og henvisninger
- Wikimedia Commons har flere filer relateret til Islebjerg Kirke
- Islebjerg Kirke på KortTilKirken.dk